# 葉維銓
葉維銓，中華民國政府文官，畢業於東吳大學政治系、國立中興大學法商學院公共政策研究所碩士，現任國立臺北大學公行系友會理事長，曾任保訓會常務副主委、總統府第一局長、國發會國檔局籌備處副主任、經濟部標檢局品管會專案管理組審查主委，與推動專案管理國家標準核心人物：陳威良、周龍鴻及許秀影等人，成功建立CNS 21500（專案管理）、CNS 21504（專案組合指引）、CNS 21505（專案治理）共三項專案管理國家標準。

## 經歷
- 公務人員保障暨培訓委員會常任副主任委員
- 總統府第一局副局長、局長
- 國家檔案局籌備處副主任
- 行政院研究發展考核委員會專員、研究員、專門委員、研究委員、處長